# Diospyros diversilimba
Diospyros diversilimba är en tvåhjärtbladig växtart som beskrevs av Elmer Drew Merrill och Woon Young Chun. Diospyros diversilimba ingår i släktet Diospyros och familjen Ebenaceae. Inga underarter finns listade i Catalogue of Life.